# Campeonato Africano de Atletismo de 2022 - 3000 m com obstáculos masculino
A prova dos 3000 metros com obstáculos masculino do Campeonato Africano de Atletismo de 2022 foi disputada entre no dia 10 de junho, no Complexo Esportivo Nacional Cote d'Or, em Saint Pierre, na Maurícia.

## Recordes
Antes desta competição, os recordes mundiais e do campeonato nesta prova eram os seguintes:
|                       | Nome                | Nacionalidade | Tempo     | Local    | Data                  |
| --------------------- | ------------------- | ------------- | --------- | -------- | --------------------- |
| Recorde mundial       | Saif Saaeed Shaheen | Catar         | 7m 53s 63 | Bruxelas | 3 de setembro de 2004 |
| Recorde do campeonato | Paul Kipsiele Koech | Quênia        | 8m 11s 03 | Bambous  | 11 de agosto de 2006  |
| Recorde africano      | Brimin Kipruto      | Quênia        | 7m 53s 64 | Mônaco   | 22 de julho de 2011   |

## Medalhistas
| Ouro                     | Prata               | Bronze               |
| Hailemariyam Amare (ETH) | Tadese Takele (ETH) | Geoffrey Kirwa (KEN) |

## Cronograma
Todos os horários são locais (UTC+4). 
| Data        | Hora  | Evento |
| ----------- | ----- | ------ |
| 10 de junho | 16:10 | Final  |

## Resultado final
A final ocorreu dia 10 de junho às 16:10.
| Posição           | Atleta             | Nacionalidade | Tempo   | Notas |
| ----------------- | ------------------ | ------------- | ------- | ----- |
| Medalha de ouro   | Hailemariyam Amare | Etiópia       | 8:27.38 |       |
| Medalha de prata  | Tadese Takele      | Etiópia       | 8:28.31 |       |
| Medalha de bronze | Geoffrey Kirwa     | Quênia        | 8:29.74 |       |
| 4                 | Mohamed Tindouft   | Marrocos      | 8:29.91 |       |
| 5                 | Samuel Firewu      | Etiópia       | 8:32.11 |       |
| 6                 | Benjamin Kigen     | Quênia        | 8:38.83 |       |
| 7                 | Salem Salem        | Egito         | 8:42.21 |       |
| 8                 | Ashley Smith       | África do Sul | 8:46.59 |       |
| 9                 | Ezekiel Mutai      | Uganda        | 8:58.15 |       |
| 99                | Mohamed Ismail     | Djibuti       | DNS     |       |
| 99                | Conseslus Kipruto  | Quênia        | DNS     |       |

Legenda
| Recorde mundial       | Recorde mundial (World record)               |                       | Recorde africano                      | Recorde africano (African) |                                           | Q | Classificado por posição (Qualified) |
| Recorde do campeonato | Recorde do campeonato (Championship record)  | Recorde da América    | Recorde da América (Americas)         | q                          | Classificado por melhor tempo (Qualified) |   |                                      |
| Melhor marca do ano   | Melhor marca do ano (World leading)          | Recorde asiático      | Recorde asiático (Asian)              | DNS                        | Não largou (Did not start)                |   |                                      |
| Recorde nacional      | Recorde nacional (National record)           | Recorde europeu       | Recorde europeu (European)            | DNF                        | Não terminou (Did not finish)             |   |                                      |
| Recorde pessoal       | Recorde pessoal do atleta (Personal best)    | Recorde da Oceania    | Recorde da Oceania (Oceania)          | DSQ / DQ                   | Desclassificado (Disqualified)            |   |                                      |
| Recorde da temporada  | Recorde da temporada do atleta (Season best) | Recorde sul-americano | Recorde sul-americano (South America) | NM                         | Sem marca (No mark)                       |   |                                      |